# Leptocyrtinus nitidus
Leptocyrtinus nitidus là một loài bọ cánh cứng trong họ Cerambycidae.